# ميخائيل والاس (سياسي)
ميخائيل والاس هو سياسي كندي، ولد في 1747، وتوفي في 1831. انتخب عضو مجلس نواب نوفا سكوشا.